# Campeonato Burquinense de Futebol 2014/2015
O Campeonato Burquinense de Futebol (2014/2015) foi a edição do Campeonato Burquinense de Futebol que se realizou entre 2014 e 2015.
A equipe do RDK concluiu o campeonato, finalizando-o em primeiro lugar, conquistando assim o título de campeão e a classificação para disputar a Liga dos Campeões da África.
Foram rebaixados os dois clubes que fizeram as duas piores campanhas:ASFB e Bankuy Sports.
Classificação Final
| Posição | Clube             | Pontuação |
| ------- | ----------------- | --------- |
| 1       | RC Bobo-Dioulasso | 60        |
| 2       | Étoile Filante    | 55        |
| 3       | USFA              | 54        |
| 4       | AS SONABEL        | 53        |
| 5       | Ouagadougou       | 48        |
| 6       | RCK               | 48        |
| 7       | KOZAF             | 40        |
| 8       | ASFA Yennenga     | 37        |
| 9       | Majestic          | 34        |
| 10      | ASFB              | 32        |
| 11      | BPS Koudougou     | 32        |
| 12      | Comoé             | 31        |
| 13      | Santos FC         | 31        |
| 14      | Bankuy Sports     | 31        |
| 15      | Bobo Sports       | 27        |
| 16      | Canon du Sud      | 24        |